# Agenția de presă RADOR
Agenția de Presă RADOR este un centru de monitorizare a presei din România reînființat în anul 1990, aparținând Societății Române de Radiodifuziune. Redacția RADOR monitorizează informații apărute în limba română și în 15 limbi străine; din audiovizual – 57 de posturi de radio și de televiziune, precum și din presa scrisă – 150 de ziare, agenții de presă din lume.
Publică știri, interviuri, analize, comentarii grupate în fluxuri de știri politice, economice, științifice, precum și în buletine specializate: „România văzută din străinătate”, „Români de pretutindeni”, „Revista presei internaționale”, „Economia mondială”, „Economia românească”, „Cei 27 pentru Europa”, „Balcanii și Marea Neagră”, „Universul Științei”.

## Istoric
Agenția de presă RADOR a fost fondată la 16 iunie 1921 pe locul rămas gol prin dispariția, la 1916, odată cu intrarea României în război, a primei agenții naționale, Agenția Telegrafică a României.
RADOR a fost singura mare agenție de presă interbelică. Numele interbelic era o prescurtare de la „Radio Orient”, în timp ce numele modern este o abreviere de la „Radio Observator”.
Pe lângă redacția de monitorizare, RADOR mai cuprinde: Centrul de documentare „Dimitrie Gusti” (care se ocupă de editarea calendarelor de evenimente cotidiene, săptămânale și trimestriale) și Biblioteca RADOR (sursă importantă de documentare pentru toate compartimentele Radio România, ce cuprinde aproximativ 55.000 de volume, cărți rare, ediții princeps).